# Bullom-Kissi jezici
Bullom-Kissi jezici, jedan od tri ogranaka jezične skupine mel iz Sijera Leone, Liberije i Gvineje, nigersko-kongoanska velika porodica. Obuhvaća (6) jezika unutar dviju užih skupina, bullom i kissi, to su:
a. Kissi 2):  južni kisi, sjeverni kissi,
b. Bullom (4): 
b1. sjeverni: bom, bullom so,
b2. krim, sherbro

## Vanjske poveznice
- Ethnologue (14th)
- Ethnologue (15th)